# The Adverts
Gli Adverts sono stati un gruppo punk inglese formatosi nel 1976 e scioltosi nel 1979 dopo aver pubblicato due album, il primo dei quali, Crossing the Red Sea with The Adverts, è stato definito "forse il massimo capolavoro - almeno sotto il punto di vista strettamente musicale - del '77 inglese".

## Storia
Il complesso fu formato nel 1976 da Tim Smith e Gaye Black, che erano entrambi di Bideford e che successivamente si sposarono. Dopo essersi trasferiti a Londra i due giovani pubblicarono un annuncio sul Melody Maker, in cerca di un batterista e di un chitarrista. Presto il chitarrista Howard Boak e il batterista Laurie Muscat risposero all'annuncio, e furono così formati gli One Chord Wonders, subito rinominatisi The Adverts. I componenti decisero anche di scegliere ciascuno un nome d'arte, sullo stile di Sex Pistols e Stranglers: Boak decise di scegliere Pickup dal pick-up della chitarra, Gaye Black si rinominò Gaye Advert dal nome della band, Laurie Muscat divenne Laurie Driver e Tim Smith si fece chiamare T.V. Smith.
Il The Roxy, il primo club punk di Londra, fu fondamentale nei primi mesi di carriera del quartetto. Gli Adverts furono infatti tra i primissimi complessi a suonare nel ritrovo punk, entro i cento giorni dall'apertura, e tra il gennaio e l'aprile 1977 vi si esibirono almeno altre nove volte. Il 15 gennaio 1977, dopo aver suonato di spalla ai Generation X, il quartetto fu notato da Michael Dempsey, che insistette per diventarne il manager. Poco dopo fu registrato il loro secondo live al Roxy, di spalla agli Slaughter and the Dogs, e Bored Teenagers fu inserita nella compilation Live at the Roxy WC2. In quello stesso periodo ci furono le prime reazioni della stampa musicale: NME fece una recensione dei primi concerti del gruppo, stroncando nella sostanza l'esibizione. In febbraio, poco dopo un altro concerto con i Damned, il gruppo firmò con la Stiff Records, grazie all'aiuto del chitarrista degli stessi Damned Brian James. Il mese successivo la band suonò un'altra volta al Roxy, come warm-up per i Jam.
Ad aprile gli Adverts registrarono la loro prima John Peel Session a BBC Radio 1. Alcuni giorni dopo seguì la pubblicazione del loro primo singolo, One Chord Wonders, definito "un impetuoso assalto di energia", ricevendo recensioni positive sia dal Melody Maker sia da Sounds. Il singolo tuttavia ricevette anche delle critiche negative, in particolare da NME che lo definì "rock banale". Il successo procurò alla band un contratto con la major Anchor Records, sussidiaria della ABC, attorno al settembre 1977.
Dopo la pubblicazione di One Chord Wonders il gruppo si imbarcò nel suo primo tour nazionale assieme ai compagni di etichetta The Damned. Il poster promozionale del tour diceva:
(Buckely & Elligham)
Ad agosto il gruppo pubblicò Gary Gilmore's Eyes, il suo primo singolo a entrare nella UK Top 40 hit singles. La canzone parlava della controversa storia di un assassino statunitense, che aveva richiesto la donazione dei suoi occhi dopo l'esecuzione. La traccia fu definita da Sounds "la pubblicazione più sofferente e intelligente della new wave". Anni dopo, Gary Gilmore's Eyes apparve nella classifica stilata da Mojo dei 100 migliori singoli punk di sempre.
Dopo che i tabloid ebbero alimentato lo scandalo nato riguardo al testo del singolo, e dopo un'apparizione a Top of the Pops, gli Adverts divennero uno tra i gruppi punk più seguiti dai media. I critici musicali iniziarono a lodare le capacità di TV Smith, affermando ad esempio che "egli ha colto lo spirito del suo tempo come pochi altri contemporanei hanno saputo fare". Il critico Dave Thompson ha invece descritto Smith come "il cuore furioso della band, che ha creato quella serie di canzoni che ancora oggi delineano le speranze, le aspirazioni e, in ultima analisi, i rimpianti del punk". La critica era invece divisa su Gaye Advert, definita "una delle prime icone punk femminili" ma che era spesso sorpresa in relazioni con musicisti punk. Secondo Dave Thompson inoltre, il suo "look fotogenico[...], il suo trucco da panda e la sua onnipresente giacca di pelle hanno definito l'aspetto del punk femminile fino al decennio successivo".
Seguirono in breve tempo un altro singolo, Safety in Numbers e altri due tour, uno di spalla a Iggy Pop e uno come headliners in Regno Unito, Irlanda ed Europa.
Sorprendentemente il singolo Safety in Numbers, non riuscì a piazzarsi in nessuna classifica. Nonostante questo, la canzone è generalmente considerata positivamente dalla critica ed è stata inclusa nella lista dei 100 migliori singoli punk di Steve Gardner. Il singolo successivo, No Time To Be 21, sfiorò la UK Top 40: un mese dopo, nel marzo 1978, fu pubblicato l'album di debutto della band, Crossing the Red Sea with The Adverts. Ai giorni nostri è universalmente considerato uno dei migliori album punk di sempre. Come produttore per l'album fu scelto John Leckie, noto per le sue precedenti collaborazioni con John Lennon e Yōko Ono, Pink Floyd e George Harrison. Per l'occasione venne registrata nuovamente Gary Gilmore's Eyes, che però fu esclusa all'ultimo momento dal disco. L'album si piazzò al numero 38 nel Regno Unito, ma la ABC si rifiutò di pubblicarlo negli USA, considerando il punk come una moda passeggera. Per i restanti mesi del 1978 il gruppo intraprese un lungo tour, durante il quale il batterista Driver fu costretto a lasciare dalla band perché malato di epatite. Dopo un breve periodo con l'ex batterista dei Generation X John Towe, la band trovò il sostituto definitivo di Driver in Rod Latter, nel maggio 1978.
Gli Adverts, dopo aver lasciato la ABC nell'estate di quello stesso anno, firmarono con la RCA Records e iniziarono a registrare materiale per l'album successivo ai Manor Studios nell'Oxforshire, con Tom Newman come produttore, che aveva lavorato a Tubular Bells di Mike Oldfield. Lo stesso Newman introdusse nella band il tastierista Tim Cross, che fu inizialmente utilizzato solo per le registrazione ma che divenne poco dopo un componente in pianta stabile del complesso. Tuttavia la scrittura e la preparazione del disco proseguirono a rilento, anche a causa della collaborazione di Smith con Richard Strange dei Doctor of Madness, insieme al quale scrisse quindici tracce. Il nuovo singolo Back from the Dead fu pubblicato nel novembre 1978, rapidamente seguito da My Place e Cast of Thousands. Queste pubblicazione mostrarono il chiaro cambio di stile della band, da un punk grezzo e ispirato agli Stooges alla sperimentazione new wave, che venne generalmente malvista dalla critica musicale. All'inizio del 1979, dopo la pubblicazione del secondo album Cast of Thousands, anche il chitarrista Howard Pickup scelse di abbandonare il gruppo, e venne inizialmente sostituito dallo stesso T.V. Smith, poi da Paul Martinez. Gli Adverts, dopo alcuni altri concerti, decisero di annunciare lo scioglimento d'accordo con il manager Michael Dempsey, ma in breve tornarono a suonare alcuni live, all'insaputa di Rod Latter, per rispettare il contratto con l'etichetta discografica.
In quello stesso periodo i componenti della band furono anche coinvolti in cause legali con gli ex membri Rod Latter e Howard Pickup, che erano contrari all'utilizzo del nome The Adverts senza la loro presenza in formazione. Il gruppo si sciolse definitivamente poco dopo la morte accidentale per folgorazione del manager Michael Dempsey. La band suonò il suo ultimo concerto al college di Slough il 27 ottobre 1979. Dopo lo scioglimento, T.V. Smith formò con Tim Cross i TV Smith's Explorers, poi rinominatisi Cheap, e infine iniziò una carriera solista dagli anni novanta ad oggi.
Riguardo all'influenza della band, il critico Dave Thompson sostiene che:
(Dave Thompson)

## Formazione
- Tim "T.V." Smith - voce (1976 - 1979)
- Howard Pickup - chitarra (1976 - inizio 1979)
- Paul Martinez - chitarra (1979)
- Gaye Advert - basso (1976 - 1979)
- Laurie Driver - batteria (1976 - 1978)
- Rod Latter - batteria (1978 - 1979)
- Tim Cross - tastiere (1978 - 1979)

## Discografia

### Album di studio
- 1978 - Crossing the Red Sea with the Adverts (Bright Records) UK numero 38[25]
- 1979 - Cast of Thousands (RCA Records)

### Album live
- 1990 - Live at the Roxy
- 1992 - Live and Loud!!
- 2002 - Live and Loud

### Raccolte
- 1987 - The Peel Sessions
- 1997 - The Punk Singles Collection
- 1999 - The Best of The Adverts
- 2000 - Singles Collection
- 2001 - The Wonders Don't Care
- 2003 - Anthology

### Singoli
- 1977 - One Chord Wonders/Quickstep (Stiff Records)
- 1977 - Bored Teenagers (Harvest Records)
- 1977 - Gary Gilmore's Eyes/Bored Teenagers (Anchor Records) UK numero 18[25]
- 1977 - Safety in Numbers/We Who Wait (Anchor Records)
- 1978 - No Time to Be Twenty-One/New Day Dawning (Bright Records.) UK numero 34[25]
- 1978 - Television's Over/Back From the Dead (RCA Records)
- 1979 - My Place/New Church (RCA Records)
- 1979 - Cast of Thousands/I Will Walk You Home (RCA Records)

### Apparizioni in compilation
- 1977 - Live at the Roxy WC2 (con Bored Teenagers) UK numero 24[26]
- 1979 - 20 of Another Kind (con Gary Gilmore's Eyes) UK numero 45[27]